# Ivian Sarcos
Ivian Lunasol Sarcos Colmenares (ur. 26 lipca 1989 w Guanare) – pochodząca z Wenezueli Miss World 2011. 
Ivian ma dyplom z zarządzania zasobami ludzkimi. Pracowała w firmie audiowizualnej. Pochodzi z tradycyjnej rodziny i ma dwanaścioro rodzeństwa.